# 陳東騰
陳東騰（1958年—2003年5月15日），臺灣民主運動人士，出生於南投縣名間鄉。1980年代台灣知名的「民主戰車」設計者。2003年5月15日，於臺獨運動人士蔡有全、立委周慧瑛夫婦家中後院自殺。

## 民主戰車
陳東騰，國中畢業後就到臺北縣三重埔二姊家中學習鐵藝。靠著這份功夫，曾經設計出80年代末期台灣社會相當風行的「民主戰車」。
蔡有全說，1988年前後，街頭運動中，群眾與鎮暴警察常常對峙。當時黨外的宣傳車，只是一般的小發財車上裝個麥克風，頂多算是活動的演講台而已，根本無法與鎮暴警察大功率的喇叭對抗。常常是鎮暴警察一來，群眾只好四散。能言善道，能拿麥克風與憲警對峙的陳東騰認為，光靠脆弱的宣傳車或是只能讓五公尺範圍聽得到的手提麥克風是不夠的。因此，他以他的鐵匠專業，將宣傳車平台拉高，強化車身，並把最好的音響裝在卡車上，成為對抗鎮暴警察的活動戰車，以提高抗爭群眾的士氣。

## 廣播員生涯
陳東騰還有一向不為人知的背景，就是他曾經擁有「廣播員證」，並在兩家國民黨營電台「華聲」、「中華」擔任主播。蔡有全說，那時還是宋楚瑜擔任新聞局長的80年代初期，宋楚瑜規定每家廣播電台，每天只能播出三首台語歌曲，而每個電視台每天只能播出半個小時台語節目以及一首台語歌曲。陳東騰為了抗議宋楚瑜對於台語節目的打壓，曾在節目裡連夜播放〈雨夜花〉、〈望春風〉等台灣民謠。結果，有如金飯碗般的「廣播員證」就被慘遭取消沒收。

## 陳東騰與詹益樺
也是民進黨前123位創黨黨員之一的陳東騰，每到5月19日詹益樺自焚之日，心裡就很難過。另一位創黨黨員蔡有全說，1989年鄭南榕自焚後，詹益樺、陳東騰等六個基層志工那時就決定，他們要在「519」鄭南榕出殯當天，於總統府前自焚抗議。因此，每年到了這個時候，陳東騰想起同志之誼，每每不能自己。

## 逝世
陳東騰於2003年5月15日凌晨於蔡有全夫婦家中後院疑似上吊死亡。現場沒有留下遺書。
警方說，陳東騰2003年5月14日晚間七時喝酒後，曾打電話到蔡家中找蔡有全，再度提起詹益樺自焚的事件，並提醒蔡有全有空記得前往嘉義縣探視詹父等語，不一會兒即因線路中斷而中止通話。蔡有全與陳東騰通過話後外出看病，近九時返家，印傭才告知：陳東騰曾經到家中拜訪，但因未遇上蔡有全及其妻立委周慧瑛，因此也無留言隨即離去。周慧瑛5月15日晨起床後，赫然發現陳東騰在後院上吊，已經氣絕；臺北市政府警察局北投分局到場處理，發現陳東騰用一條水管綁在院子一棵樹上上吊，現場沒有留下遺書。
2003年5月15日，蔡有全說，陳東騰上吊死亡前一晚曾打電話給他說，詹益樺的忌日快要到了，大家都記得鄭南榕自焚，卻忘記了詹益樺的犧牲；他安慰陳東騰說，陳水扁總統都有盡力在協助詹益樺的家屬。但在2006年7月23日，詹益樺的父親詹坤輝帶著詹益樺的骨灰、照片、事蹟字卡等，到民進黨第十二屆第一次全國黨員代表大會會場抗議，痛批民進黨對詹益樺家屬不聞不問。

## 參照
- 詹益樺
- 台灣獨立運動